# 藤原清綱
藤原 清綱（ふじわら の きよつな）は、平安時代後期の武将。奥州藤原氏初代当主・藤原清衡の四男。第2代当主藤原基衡の弟。『尊卑分脈』には「或本経清子清衡弟云々」とある。通称は亘理権十郎。樋爪氏の祖。

## 概略
当初は祖父の藤原経清と同じく亘理郡を拠点とし、中嶋舘に居城して亘理権十郎を名乗り、その後平泉へ移った。子の俊衡の代には紫波郡日詰の樋爪館（比爪館）に居を構えていた。
「ひづめ」の語源は、当時この一帯が北上川の船場として栄えており、アイヌ語のピッツ・ムイ（河原の港）が転訛したものとされる。
同氏の支配地域は現在の紫波町から矢巾町、盛岡市厨川柵に達し、平泉の北に本拠を構え、奥州藤原氏一族の中でも要所を成したが、清綱の子孫は源頼朝の奥州攻めに屈して降伏した。『吾妻鏡』によれば、文治5年（1189年）9月15日、樋爪俊衡と息子の太田師衡・兼衡、河北忠衡、樋爪季衡と息子の新田経衡が降伏したとある。頼朝は俊衡の所領を安堵したが、他の者は関東各地に流罪とした。
また、清綱の娘である（乙和子姫?）は佐藤基治の後妻となり、源義経の家臣となる佐藤継信・忠信兄弟を産んでいる。